# Daphne oleoides
Daphne oleoides är en tibastväxtart. Daphne oleoides ingår i släktet tibaster, och familjen tibastväxter.

## Underarter
Arten delas in i följande underarter:
- D. o. oleoides
- D. o. transcaucasica
- D. o. atlantica

## Bildgalleri

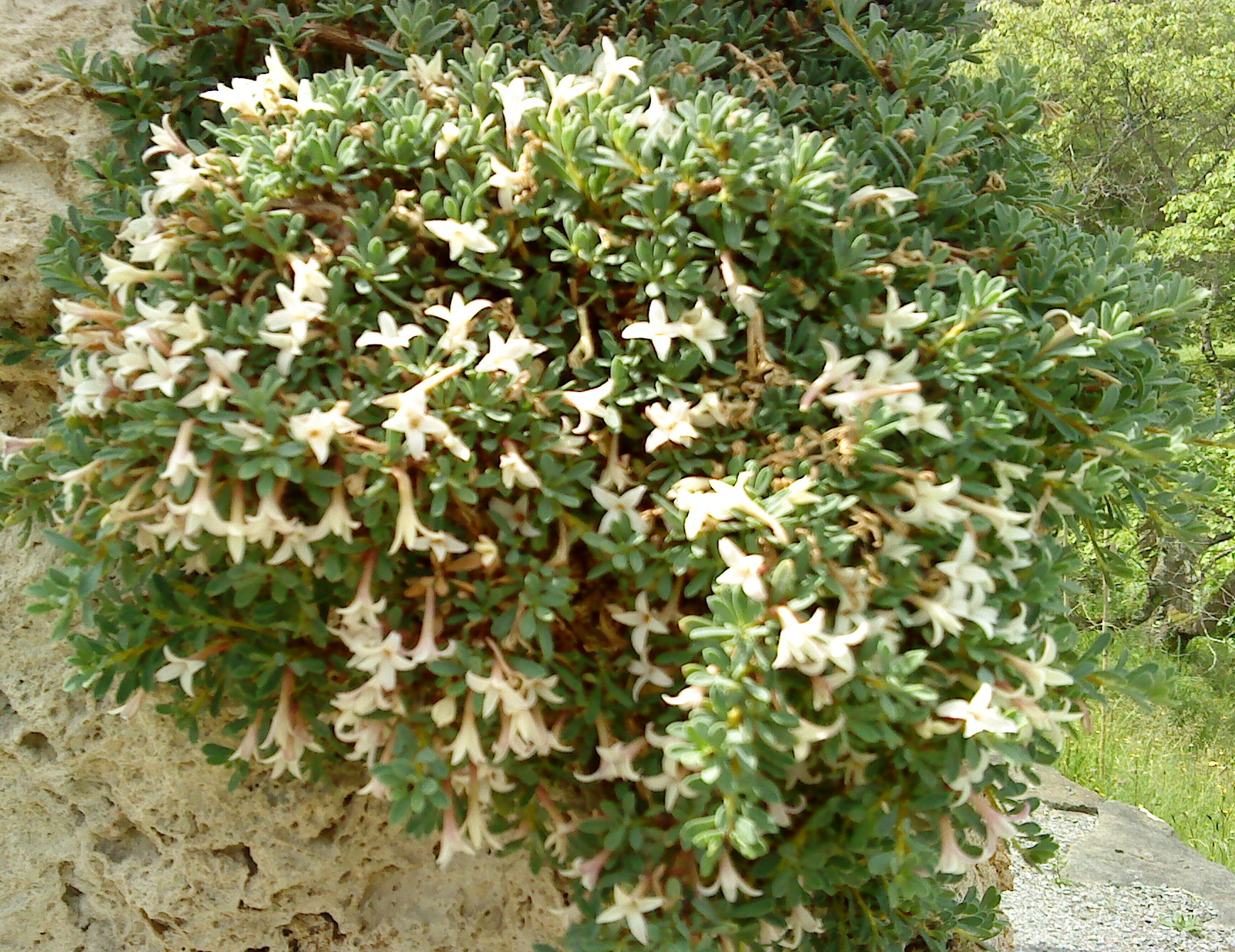